# Montanha (gemeente)
Montanha is een gemeente in de Braziliaanse deelstaat Espírito Santo. De gemeente telt 18.856 inwoners (schatting 2009).